# العلاقات الجنوب سودانية الموريشيوسية
العلاقات الجنوب سودانية الموريشيوسية هي العلاقات الثنائية التي تجمع بين جنوب السودان وموريشيوس.

## مقارنة بين البلدين
هذه مقارنة عامة ومرجعية للدولتين:
| وجه المقارنة                                              | جنوب السودان                  | موريشيوس                 |
| --------------------------------------------------------- | ----------------------------- | ------------------------ |
| المساحة (كم2)                                             | 619.75 ألف                    | 2.04 ألف                 |
| عدد السكان (نسمة)                                         | 12.58 مليون                   | 1.26 مليون               |
| الكثافة السكانية (ن./كم²)                                 | 20.3                          | 617.65                   |
| العاصمة                                                   | جوبا                          | بورت لويس                |
| اللغة الرسمية                                             | لغة إنجليزية                  | لغة إنجليزية، لغة فرنسية |
| العملة                                                    | جنيه جنوب سوداني، جنيه سوداني | روبي موريشي              |
| الناتج المحلي الإجمالي (بليون دولار)                      | 2.90 مليار                    | 13.34 مليار              |
| الناتج المحلي الإجمالي (تعادل القوة الشرائية) بليون دولار | 22.88 مليار                   | 25.36 مليار              |
| الناتج المحلي الإجمالي الاسمي للفرد دولار أمريكي          | 73                            | 9.25 ألف                 |
| الناتج المحلي الإجمالي للفرد دولار أمريكي                 | 2.02 ألف                      | 18.59 ألف                |
| مؤشر التنمية البشرية                                      | 0.467                         | 0.777                    |
| رمز المكالمات الدولي                                      | +211                          | +230                     |
| رمز الإنترنت                                              | .ss                           | .mu                      |
| المنطقة الزمنية                                           | ت ع م+03:00                   | ت ع م+04:00              |

## منظمات دولية مشتركة
يشترك البلدان في عضوية مجموعة من المنظمات الدولية، منها:
| علم المنظمة | اسم المنظمة                               | تاريخ انضمام جنوب السودان | تاريخ انضمام موريشيوس |
| ----------- | ----------------------------------------- | ------------------------- | --------------------- |
|             | مؤسسة التنمية الدولية                     | 18 أبريل 2012             | 23 سبتمبر 1968        |
|             | يونسكو                                    | 27 أكتوبر 2011            | 25 أكتوبر 1968        |
|             | وكالة ضمان الاستثمار متعدد الأطراف        | 18 أبريل 2012             | 28 ديسمبر 1990        |
|             | الأمم المتحدة                             | 14 يوليو 2011             | 24 أبريل 1968         |
|             | الاتحاد البريدي العالمي                   | ?                         | ?                     |
|             | البنك الدولي للإنشاء والتعمير             | 18 أبريل 2012             | 23 سبتمبر 1968        |
|             | الاتحاد الدولي للاتصالات                  | 3 أكتوبر 2011             | 30 أغسطس 1969         |
|             | مؤسسة التمويل الدولية                     | 18 أبريل 2012             | 23 سبتمبر 1968        |
|             | المركز الدولي لتسوية المنازعات الاستشارية | 18 مايو 2012              | 2 يوليو 1969          |
|             | منظمة الشرطة الجنائية الدولية             | ?                         | ?                     |
|             | الاتحاد الأفريقي                          | ?                         | ?                     |
|             | البنك الإفريقي للتنمية                    | ?                         | ?                     |

## وصلات خارجية
- موقع وزارة الخارجية الجنوب سودانية